# Корона (хералдика)
Короната (на френски: couronne, на английски: crown или coronet) е често срещан мотив в хералдиката и (възможен) съставен елемент на герба.
В хералдиката се използват специфични видове корони, следвайки строги правила. Видът корона показва ранга на дадено благородно лице в йерархията (цар, княз, крал, принц, херцог, граф, рицар и пр.). В действителност, някои монархии никога не са имали физическа корона, а само хералдическо изображение на такава, както например в конституционното Кралство Белгия днес.
Короните също често се използват като символи на религиозен статус или почит, използвани за божества при тяхно представяне като статуя или от техни представители, например – Черната корона на Кармапа Лама, понякога използвана като обект, пред когото се молят поклонници.
Разположението на короната в даден герб може да е върху щита – тогава тя представлява вид нехералдическа фигура, или над щита – тогава тя показва ранга на гербоносителя в аристократична система.
През XIII век върху щита на даден благороднически герб обикновено се прикрепял или бурлет, или венец от клонки. Едва през втората половина на XVI век започват да се употребяват перлени корони в гербовете на благородници; дотогава това е била запазена привилегия само на управляващи монарси.

## Физически и хералдически корони
Понякога короната, която обикновено се изобразява и използва в хералдиката, се различава значително от всяка специфична физическа корона, която може да се използва от монархия.
- Снимка на физическата корона на краля на Норвегия
- Графика на физическата корона на краля на Норвегия
- Хералдическа стилизация на короната на краля на Норвегия (образец от 1905 г.)

## Проява на ранг
В европейската континентална хералдика, тя се носи обикновено над гербовия щит, докато в британската хералдика тя се намира обикновено под шлема.
Дали някой благородник има право на употреба на корона в своя герб зависи от регламента в съответната държава. В някои държави, например, право на корона се полага само на благородници с титла барон или по-висока, докато в други това право имат и обикновени благородници.
Външният вид на короната следва строг набор от правила. Например, кралският герб може да съдържа кралска корона; княжеският герб може да съдържа само княжеска корона и т. н.

## Използване вОбщност на нациите
В официалния английски език думата корона е запазена за короната на монарх и съпругата му – кралицата-консорт, докато думата коронет се използва за всички други корони, използвани от членове на британското кралско семейство и висшата аристокрация отвъд кралското семейство (т. нар. пери).
В британската аристокрация дизайнът на короната показва ранга на нейния собственик, както в немската, френската и различни други хералдически традиции. Короната на херцог има осем ягодови листа, тази на маркиз има четири ягодови листа и четири сребърни топки (известни като „перли“, но всъщност не са перли), тази на граф има осем ягодови листа и осем „перли“, издигнати върху стъбла, тази на виконт има шестнадесет „перли“, а тази на барон или (в Шотландия) парламентарен лорд има шест „перли“. Между 1930-те години и 2004 г. феодалните барони в баронството на Шотландия са получавали шапка за поддръжка като отличителни знаци (инсигния) за ранг. Тя се поставя между щита и шлема на герба по същия начин като корона. Тъй като човек, който има право на хералдическа шапка/корона, обикновено я изобразява над щита и под шлема на своя герба, това може да предостави полезна представа за собственика на даден герб.
Членовете на британското кралско семейство имат корони на гербовете си и могат да носят физически реални версии по време на коронации. Те са изработени в съответствие с разпоредбите, направени от крал Чарлз II през 1661 г., малко след завръщането му от изгнание във Франция (опитвайки от тамошния пищен дворцов стил; Луи XIV тъкмо бил започнал монументалната си работа по Версайския дворец през тази година) и Реставрацията на Стюартите, и варират в зависимост от връзката на притежателя с монарха. Понякога допълнителни кралски заповеди променят дизайна на короните на отделни лица.
В Канада, където британският монарх е държавен глава, хералдиката използва специални корони за изтъкване на лоялността към британския монарх. Съществува военна корона, която символизира, че носителят ѝ е потомък на лице, което е служило в лоялистки полкове по време на Американската революция, докато гражданската корона се използва от всички останали. Короните на лоялните се използват само в хералдиката, никога не се носят.
- Монарх: Короната на Тюдорите
- Монарх: Короната на Шотландия
- Монарх: Короната на Свети Едуард (средновековна)
- Монарх: Короната на Свети Едуард
- Престолонаследник
- Дете на суверен
- Дете на престолонаследник
- Внук на суверен[a]
- Дете на дъщеря на суверен, ако се нарича Височество[1]
- херцог
- маркиз
- Граф
- Виконт
- Перски барон/лорд на парламента (Шотландия)
- Феодален барон (Шотландия)
- Лоялистки военен коронет (Канада)
- Лоялистка гражданска корона (Канада)
- Канцлер на службата по гербовете (College of Arms)

## Континентална употреба
Именно защото има много различни традиции във всяка една държава и дори още повече вариации в самите тях, има множество типове гербови корони в Континентална Европа. Някои от тези корони са присъдени на лица, чиито титли не съществуват или не дават право на използване на корона според традицията на Общността на нациите (държави от бившата Британска империя).
Такъв е случаят, например, с френската хералдическа корона на видам от времето на Стария ред, която не е била в употреба до XVI век, изобразявана като метален обръч с три видими кръста. Не са известни физически шапки от този тип.
Шлемовете често са заместители на корони, но някои корони се носят само върху шлем.

### Княжество Андора
|  | съкняз на Княжество Андора |

### Царство България
Хералдическите корони на царското семейство в Царство България (1908 – 1946 г.) са:
|     |        |       |                       |                   |
| цар | царица | принц | По-възрастна принцеса | По-млада принцеса |

### Франция
|         |                        |        |
| Столица | столица на департамент | община |

#### Кралство ФранцияпрезСтария ред
|  | крал                        | Кралската корона е типична желязна корона, но вместо обичайното кълбо с кръст върху нея, тя е увенчана с лилия (понякога поставена върху земно кълбо).                                                                       |
|  | дофин                       | Върху обръча на короната има пет лилиеви зъбеца, три от които са придържани от скоби, моделирани във вид на делфини, а в пресечната точка на скобите се издига лилия.                                                        |
|  | enfant de France            | Децата и внуците на монарха (Princes du Sang Royal/Enfants de France) носят коронен обръч с пет лилиеви зъбеца. |
|  | prince du Sang              | Потомците на кралските кръвни линии (Princes du Sang) също носят коронен обръч, но само с три лилиеви зъбеца, между всеки от които е вмъкнат и зъбец във вид на листо.                                                       |
|  | дюк, спадащ към перовете    | Перовете (висшата аристокрация) имат корона, в средата на която е поместена кадифена шапка с пискюл отгоре. |
|  | дюк (херцог)                | Френските херцози носят отворена отгоре корона с пет зъбеца във вид на листа. |
|  | маркиз, спадащ към перовете | Перовете (висшата аристокрация) имат корона, в средата на която е поместена кадифена шапка с пискюл отгоре. |
|  | маркиз                      | Маркизът носи отворена отгоре корона с три листни зъбеца и между тях два перлени зъбеца, на всеки от които са прикрепени по три перли. Старата форма на маркизната корона има три листни зъбеца с по една перла по между им. |
|  | граф, спадащ към перовете   | Перовете (висшата аристокрация) имат корона, в средата на която е поместена кадифена шапка с пискюл отгоре. |
|  | граф                        | Графът носи корона с девет перлени зъбеца. |
|  | граф (стара форма)          | Старата форма на графската корона има по три перли на крайно десния, крайно левия и средния зъбец, а на останалите шест зъбеца има само по една перла.                                                                       |
|  | виконт                      | Виконтът носи корона с пет перлени зъбеца. |
|  | видам                       | Короната на рядката титла на видам е необичайна с това, че има три зъбеза във вид на кръст. |
|  | барон                       | Короната на барона е обикновен обръч с низ от перли, усукан три пъти. |
|  | рицар (знаменосец)          | Рицарите, които са знаменосци по време на военни операции и вървят най-отпред, носят обикновен обръч като корона. |
|  | рицар                       | Обикновените рицари носят двуцветен бурлет. |

#### Наполеонова империя
Наполеон Бонапарт създава своя собствена нова хералдическа система, в която всички рангови корони са до голяма степен заменени с шапки (бирети/токи). Системата изчезва отново в края на неговото управление в полза на старата традиционна система на рангове.
|                          |                          |                |            |        |      |       |       |              |
| Император (1-ва империя) | Император (2-ра империя) | суверенен княз | княз/принц | херцог | граф | барон | рицар | почетно боне |

#### Юлска монархия
|  | Кралят на французите |

### Грузия
|  | Корона на Царство Грузия, известна още като „Иберийска корона“ |

### Немскоезични страни

#### Свещена Римска империя
|  | стара императорска (кайзерска) корона  | |
|  | императорска (кайзерска) корона        | Императорската корона често представлява корона, в чийто център е разположена митра (корона на митрополит, известна още от Стария завет), което символизира господството и честта на императора по Божията милост. По-късните дизайни само загатват за тази форма на митра с метални пластини около кадифена шапка. |
|  | Кралска корона на Бохемия              | Наричана е Вацлавска корона (на Вацлав I Свети); понякога се изобразява като корона върху щита на императорския герб на Йозеф II. |
|  | нова курфюрстова шапка/херцогска шапка | Шапката на курфюрстите има пет видими скоби с държава (глобус) на върха на пресечната им точка и маншет с пет парчета хермелинова кожа. Понякога се използва и като херцогска шапка. Между скобите се вижда обемиста пурпурна подплата. |
|  | по-стара курфюрстова шапка             | Една по-ранна форма на курфюрстовата шапка представлява само една скоба и държава. |
|  | най-старата курфюрстова шапка          | Най-старата курфюрстова шапка е без скоба и вместо държава на върха си има опашка на хермелин. |
|  | Шапка на ерцхерцог                     | |
|  | херцогска шапка                        | Херцогската шапка на Щирия се базира на по-стари видове херцогски шапки/корони и все още се използва днес в герба на Щирия. |
|  | херцогска корона                       | Херцогската корона е подобна на херцогската шапка, но вместо маншет от хермелин има метален обръч за глава, обсипан със скъпоценни камъни и листовидни зъбци, както и пет скоби с перли. На върха има държава и кръст. |
|  | наследствен херцог                     | Престолонаследникът на херцог се нарича наследствен херцог (на немски: Erbherzog). Короната е като тази на херцога, но вместо пет, има само три видими скоби. |
|  | княжеска шапка                         | Княжеската шапка има три видими скоби с перли, кръст на върха и маншет от пет парчета хермелинова кожа. Между скобите се вижда обемиста пурпурна подплата, изпълваща пространството в короната. |
|  | княжеска корона                        | Княжеската корона представлява златен, инкрустиран с камъни обръч с пет листовидни зъбци и пурпурна шапка в центъра му, заградена от три видими скоби, в чиято пресечна точка се намира кръст. За разлика от нея, княжеската шапка вместо метален обръч има маншет от три парчета хермелинова кожа. |
|  | ландграфска корона                     | Същата е като тази на наследствен херцог, но без шапка. |
|  | стара графска корона                   | Златен обръч за глава, обсипан с перли, върху който изпъкват пет листовидни зъбци. |
|  | модерна графска корона                 | Графската корона представлява златен обръч (подобен на благородническата корона) с девет зъбеца, увенчани със сребърни перли. Някои по-стари имперски графски родове са използвали корони, чиите зъбци представляват редуващи се пет листа и четири перли. |
|  | стара баронска/фрайхерска корона       | Златен обръч, инкрустиран със скъпоценни камъни, около който се преплита четири пъти перлен набор, а отгоре той е увенчан с пет перли. |
|  | модерна баронска/фрайхерска корона     | „По-новата“ форма на фрайхерската корона се състои от златен обръч (подобен на този на благородническата корона), върху който се виждат седем зъбеца, обсипани със сребърни перли. |
|  | стараблагородническа корона            | Старата благородническа корона на нетитулуваното (т. е. без царска, графска, княжеска и пр. титли), по-ниско благородство се носи върху шлема на герба и представлява златен обръч, обсипан с перли и камъни, който има осем зъбеца отгоре си, пет от които са видими. От тях – средният, крайният ляв и крайният десен зъбец са оформени като листа, а другите два са с перли. |
|  | модерна благородническа корона         | По-новата благородническа корона е използвана особено често от нетитулувани благородници, които едва през Новото време са били издигнати в благороднически сан чрез благородническа грамота (за разлика от древното благородничество, началото на чиито родове е от преди Новото време). Тази короната, вместо листовидни зъбци, има общо пет зъбеца със сребърни перли. Обрачат на короната е златен, украсен с перли и скъпоценни камъни (обикновено представени като сапфири и рубини). |

#### Корони, използвани предимно след 1803/1806 г.
|  | Императорска корона (Свещена римска империя, от 1804 до 1806 г.) | След създаването на наследствена императорска власт в Австрия, императорската корона е използвана за първи път в императорския герб като хералдическа корона, увенчаваща орела. |
|  | Императорска корона (Австрийска империя от 1804 г.)              | Австрийската империя приема династичната корона на Рудолф II за императорска корона и за хералдическа корона. |
|  | Модерна кралска корона                                           | (Модерната) кралска корона, въведена от кралство Вюртемберг и кралство Саксония, представлява златен обръч за глава, инкрустиран със скъпоценни камъни, обхванат от пет видими скоби, икрустирани в средата със скъпоценни камъни, а в основата им с перли. Пространството под скобите е празно.                                                                           |
|  | модернавеликохерцогска корона                                    | Короната на един велик херцог се състои от златен обръч за глава, украсен със скъпоценни камъни, обхванат от пет видими скоби, инкрустирани с перли, и украсен с четири листовидни зъбеца, помежду които се намират по-малки перлени зъбци. Под скобите, короната е полуизпълнена с пурпурна шапла. Тази корона обаче понякога се използва и признава като кралска корона. |
|  | корона на светлости                                              | Някои медиатизирани графски и по-малки княжески династии, които са имали правото да бъдат наричани Светлости, носят корона, в чиято средина се намира пурпурна шапка без скоби, увенчана с държава, когато я носи главата на династията, или с опашка на хермелин, когато я носят потомците.                                                                               |

#### Княжество Лихтенщайн
|  | Корона на княза на Княжество Лихтенщайн |

#### Австрия

##### Република Австрия
| Крепостна корона на герба на Република Австрия | Крепостна корона на провинция Долна Австрия |

##### Австрийска империя
|  | Императорска корона (Австрийска империя от 1804 г.) | Австрийската империя приема династичната корона на Рудолф II за императорска корона и за хералдическа корона. |
|  | Кралска корона на Бохемия                           | Наричана е Вацлавска корона (на Вацлав I Свети); понякога се изобразява като корона върху щита на императорския герб на Йозеф II. |
|  | Шапка на ерцхерцог                                  | |
|  | наследствен херцог                                  | Престолонаследникът на херцог се нарича наследствен херцог (на немски: Erbherzog). Короната е като тази на херцога, но вместо пет, има само 3 видими скоби. |
|  | херцогска шапка на Щирия                            | Херцогската шапка на Щирия се базира на по-стари видове херцогски шапки/корони и все още се използва днес в герба на Щирия. |
|  | херцогска шапка                                     | |
|  | херцогска корона                                    | Херцогската корона е подобна на херцогската шапка, но вместо маншет от хермелин има метален обрач за глава, обсипан със скъпоценни камъни и листовидни зъбци, както и пет скоби с перли. На върха има държава и кръст.                                                                              |
|  | княжеска шапка                                      | Княжеската шапка има три видими скоби с перли, кръст на върха и маншет от пет парчета хермелинова кожа. Между скобите се вижда обемиста пурпурна подплата, изпълваща пространството в короната. |
|  | княжеска корона                                     | Княжеската корона представлява златен, инкрустиран с камъни обрач с пет листовидни зъбци и пурпурна шапка в центъра му, заградена от три видими скоби, в чиято пресечна точка се намира кръст. За разлика от нея, княжеската шапка вместо метален обръч има маншет от три парчета хермелинова кожа. |
|  | графска корона                                      | Графската корона представлява златен обрач (подобен на благородническата корона) с девет зъбеца, увенчани със сребърни перли. Някои по-стари имперски графски родове са използвали корони, чиите зъбци представляват редуващи се пет листа и четири перли.                                          |
|  | баронска/фрайхерска корона                          | Фрайхерската корона се състои от златен обръч (подобен на този на благородническата корона), върху който се виждат седем зъбеца, обсипани със сребърни перли. |
|  | благородническа корона                              | Тази короната има общо пет зъбеца със сребърни перли. Обрачат на короната е златен, украсен с перли и скъпоценни камъни (обикновено представени като сапфири и рубини). |

#### Германия

##### Федерална република Германия
| |                                                    |
| Народна корона – използва се в гербовете на някои провинции като заместител на някогашната корона на монарсите. Представлява стилизирани лозови листа. | Крепостна корона в гербовете на берлинските райони |

##### Германска империя
В Германската империя наред с регламентирането на герба са създадени и нови хералдически корони за императора, императрицата и кронпринца (престолонаследника). Точният дизайн на короните е подложен на леки промени от Вилхелм II и неговите наследници, което също се отразява съответно и в промененящия се имперски герб. Хералдическата императорска корона произлиза от римско-германската императорска корона и е проектирана според стила на времето. И трите хералдически корони съществуват само като такива, дизайните не са реализирани като истински корони. За разлика от това, кралствата Бавария и Прусия приемат по време на тяхното създаване външния вид на действителните кралски корони за образец на хералдическите корони в своите гербове. Останалите германски държави обикновено използват хералдическите корони, които вече са били разпространени от времето на Свещената Римска империя.
|  | Вилхелмска императорска (кайзерска) корона         | Короната на Вилхелм II представлява четири големи и четири малки златни плочи, заоблени в горния им край, инкрустирани с брилянти и подредени една до друга във формата на осмоъгълник. Всяка от големите плочи съдържа голям кръст от брилянти, под чиите рамена са разположени два по-малки кръста; всяка от малките плочи съдържа орел, на чиято глава се рее осемлъчева звезда. Върху големите плочи са положени златни, богато украсени скоби, които се пресичат в центъра на короната, представляващ листен орнамент, увенчан със синя държава, украсена с камъни. Короната е подплатена със златист хастар и загражда в себе си ниска шапка, изработена от златен брокат, нашарена с имперски орли и императорски корони. |
|  | императрица (кайзерин)                             | Короната се отличава с четири скоби, затварящи шапка от златен брокат. Обръчът около главата е украсен с много рубини и диаманти и е подплатен със златен плат. |
|  | Имперски (кайзерски) кронпринц (престолонаследник) | Короната на пруско-германския кронпринц (престолонаследник) се състои от един обсипан със скъпоценни камъни обръч за глава, който е украсена в горната част последователно с четири кръста и четири орела, направени от диаманти. Четири златни, обсипани с перли и богато украсени скоби завършват с листов орнамент на върха на короната, върху който е положена синя държава, украсена с камъни. Затворена под скобите се намира ниска червена кадифена шапка с подплата в същия цвят. Формата на кръстовете се е променяла с течение на времето от стилизиран железен кръст към до по-богато украсени форми. |
|  | Пруска кралска корона                              | Короната на Вилхелм II (наричана още Хоенцолернска корона) е направена през 1888 г. за неговото (никога не състояло се) коронясване като крал на Прусия. Тя е доста подобна на действително изработената корона на Кралство Прусия. Тя има златен обръч за глава, украсен с диаманти. Всяка от осемте скоби на короната е украсена с 10 брилянта, а основата ѝ е покрита с флерони (стилизирани цветове) от четири брилянта. Между отделните скоби се издигат перлени зъбци. На върха на короната има голяма сапфирена държава. |
|  | Баварска кралска корона                            | Короната на Кралство Бавария е проектирана и изработена (след издигането на Бавария от курфюрство в кралство) в същото парижко златарско ателие, от което са произлезли инсигниите на Наполеон I, благодарение посредничеството на придворния бижутер във Франкфурт на Майн – Боргинс. Съхранява се в съкровищницата на Мюнхенската резиденция. Короната е използвана и като хералдическа корона на Бавария. Тя се различава от обикновените кралски корони главно по това, че скобите ѝ са украсени със скъпоценни камъни вместо с перли. Показаната тук илюстрация на Хуго Щрьол обаче се различава в някои детайли от хералдическата корона, използвана от властите в герба.                                                  |
|  | Вюртембергска кралска корона                       | |

### Гърция
|  | Короната на краля на елините |  | Короната, както е показана на кралския герб на Гърция |

### Кралство Унгария (925 – 1102 г.)
|  | Свещената корона на Унгария |

### Кралство Хърватия (925 – 1102 г.)
|  | Короната на крал Звонимир |

### Италия

#### Република Италия
|                     |                |                  |
| корона на провинция | корона на град | корона на община |

#### Кралство Италия (1861 – 1946 г.)
Италианската система споделя много прилики с испанската и френската, но има и разлики. Преди създаването на Кралство Италия е имало множество различни малки италиански държавици с различни системи относно използването на рангови корони. След основаването на Кралство Италия, италианската рангова коронна система се регламентира чрез указа за представителните елементи на герба от 4 март 1870 г. След създаването на Consulta Araldica del Regno d'Italia – комисията по хералдика към Министерството на вътрешните работи, отговаряща за всички хералдически и благороднически въпроси – са положени усилия за създаване на нормативна основа в тази област. Така, например, на 1 януари 1890 г. са регламентирани гербовете и с тях ранговите корони на кралската династия. В същото време обаче се проявява и воля, не всичко да се уеднаквява, а да се запази до някаква степен и предишното разнообразие от малките държавити – за това говори наредба от 13 април 1905 г. (разширена на 7 юни 1943 г.), която довежда до разграничението между „нормалните“ корони и тези, използвани за пред народа (рисорджименто) – така наречените толерирани корони.
|                                      |                                      |                  |               |
| крал (корона на Савойската династия) | престолонаследник (принц на Пиемонт) | кралски принц    | принц по кръв |
|                                      |                                      |                  |               |
| херцог                               | маркиз                               | конт             | виконт        |
|                                      |                                      |                  |               |
| барон                                | благородник                          | потомствен рицар | патриций      |
|                                      |                                      |                  |               |
| провинция                            | град                                 | община           |               |

#### КралстваНеапол,Сицилия,Две Сицилии
|                         |                                        |                  |
| крал на Кралство Неапол | престолонаследник (херцог на Калабрия) | принц и принцеса |

#### Велико херцогство Тоскана
|                                               |                                                        |
| Великите херцози на Тоскана – династия Медичи | Велики херцози на Тоскана – династия Хабсбург-Лотаринг |

#### Други италиански държави преди 1861 г.
|                        |                                |                                        |                               |                |              |                 |
| короната на Сан Марино | короната на Наполеонова Италия | Желязната корона на Кралство Ломбардия | Папска тиара (Папска държава) | Дож на Венеция | Дож на Генуа | Херцог на Парма |

### Ниски страни

#### Кралство Нидерландия
|                                       |                                                  |                                                   |                                                            |
| Император на Свещената Римска империя |                                                  |                                                   |                                                            |
|                                       |                                                  |                                                   |                                                            |
| крал на Нидерландия                   | принц (Членове на кралския дом, деца на монарха) | принц (Членове на кралския дом, внуци на монарха) | принц (благородство, за титли, дадени след 1815 г.)        |
|                                       |                                                  |                                                   |                                                            |
| херцог                                | маркиз                                           | граф                                              | граф (алтернативен стил)                                   |
|                                       |                                                  |                                                   |                                                            |
| виконт                                | барон                                            | потомствен рицар (Erfridder)                      | йонкер (предлог пред името на нетитулованото благородство) |

#### Кралство Белгия
По-старите корони често все още се срещат в хералдическите симболи на по-старите родове.
|                                        |                       |                                                     |                                                               |
| крал на Белгия                         | принц на кралския дом | принц (благородство, за титли, дадени след 1815 г.) | принц (благородство, за титли, дадени по време на Стария ред) |
|                                        |                       |                                                     |                                                               |
| херцог                                 | маркиз                | граф                                                | граф (по-стар стил)                                           |
|                                        |                       |                                                     |                                                               |
| граф (най-стар стил)                   | виконт                | барон                                               | барон (стар стил)                                             |
|                                        |                       |                                                     |                                                               |
| потомствен рицар (Chevalier/Erfridder) |                       |                                                     |                                                               |

#### Велико херцогство Люксембург
|                            |
| велик херцог на Люксембург |

### Княжество Монако
|                |
| княз на Монако |

### Полша и Литва
Тъй като Кралство Полша и Великото литвско княжество се обединяват в Полско-Литовската държава, те имат обща историческа хералдика.
| Crown of Bolesław I the Brave    |                                             | Princely Hat | Rangkronen-Fig. 38 |
| корона на крал Болеслав I Храбри | велик херцог на Варшавско велико херцогство | принц        | благородник        |

### Португалоговорещи страни

#### Република Португалия
|                                        |            |            |        |
| столица (Лисабон)                      | голям град | малък град | община |
|                                        |            |            |        |
| отвъдморска провинция (1930 – 1999 г.) |            |            |        |

Кралство Португалия (до 1910 г.)
|                    |                                   |                          |        |                 |
| крал на Португалия | престолонаследник (кралски принц) | принц на провинция Бейра | инфант | херцог          |
|                    |                                   |                          |        |                 |
| маркиз             | граф                              | виконт                   | барон  | рицар / фидалго |

#### Федерална република Бразилия
|                   |            |            |      |
| федерална столица | голям град | малък град | село |

Бразилска империя
|           |                                    |                                                                  |       |        |
| император | престолонаследник (имперски принц) | принц на Гран-Пара (титла на първородния син на имперския принц) | принц | херцог |
|           |                                    |                                                                  |       |        |
| маркиз    | конт                               | виконт                                                           | барон |        |

### Република Румъния
|         |            |            |      |
| столица | голям град | малък град | село |

#### Кралство Румъния
|  | крал на Румъния (Румънска желязна корона) |

### Руска империя
|                           |                                           |                           |             |
| руска императорска корона | короната на Великото херцогство Финландия | Мономахова шапка          | княз        |
|                           |                                           |                           |             |
| граф                      | барон                                     | барон (алтернативен стил) | благородник |

### Скандинавски страни

#### Кралство Дания
|           |           |                           |             |
| крал/ица) | кронпринц | принц (кралско семейство) | херцог      |
|           |           |                           |             |
| маркиз    | граф      | барон                     | благородник |

#### Република Финландия
По време на шведското управление на Финландия са били използвани шведски корони. Короните са били използвани в гербовете на историческите провинции на Финландия. За историческите провинции – Същинска Финландия, Сатакунта, Тавастия и Карелия – се използвала херцогска корона, за останалите – графска корона. През 1917 г. с независимостта се въвежда и гербът на Финландия с корона на велико херцогство, но е премахнат през 1920 г. Днес някои градове използват корони – например: Пори има крепостна корона, а Вааса – благородническа корона.
|                                                                                        |                                                                           |                  |                |                  |
| неопределена великохерцогск/а корона, използвана от края на XIX до началото на XX век. | великохерцогската корона, използвана в държавния герб през 1917 – 1920 г. | херцогска корона | графска корона | крепостна корона |

#### Кралство Норвегия
|                                          |                             |                                 |        |
| хералдическа корона на краля на Норвегия | физическата корона на краля | физическата корона на кралицата |        |
|                                          |                             |                                 |        |
| кронпринц                                | принц или принцеса          | херцог                          | маркиз |
|                                          |                             |                                 |        |
| граф                                     | барон                       | благородник                     |        |

#### Кралство Швеция
|          |               |                                          |
| крал/ица | кронпринц/еса | принц/еса (известни още като херцог/иня) |
|          |               |                                          |
| граф/иня | барон/еса     | нетитулувано благородство                |

### Кралство Сърбия
|                                |                               |
| крал на Сърбия (средновековен) | крал на Сърбия (след 1903 г.) |

### Испаноговорещи страни

#### Кралство Испания
| |                                                 |                                                                             |                                                        |
| крал на Испания (според националния герб на Испания)                                                 | крал на Испания (според личния герб на монарха) | корона на краля (в областитеАрагон, Каталуния, Балеарски острови, Валенсия) | престолонаследник (принц/еса на Астурия), според герба |
| |                                                 |                                                                             |                                                        |
| престолонаследник (принц/еса на Жирона) (в областите Арагон, Каталуния, Балеарски острови, Валенсия) | инфанте                                         | инфанте (в областите Арагон, Каталуния, Балеарски острови, Валенсия)        | гранд на Испания                                       |
| |                                                 |                                                                             |                                                        |
| херцог                                                                                               | маркиз                                          | граф                                                                        | виконт                                                 |
| |                                                 |                                                                             |                                                        |
| барон                                                                                                | сеньор/дон                                      | идалго (благородник)                                                        | рицар (бурлет)                                         |

#### Мексико
|  | император (1-ва империя)    |
|  | император (2-ра империя)    |
|  | принц (1-ва и 2-ра империя) |

#### Чили
|  | Общинска крепостна корона             |
|  | Кралска корона на Великденския остров |

## Неевропейски корони

### Кралство Бахрейн
|  | крал на Кралство Бахрейн |

### Кралство Бутан
|  | „Гарванова корона“ на Кралство Бутан |

### Кралство Камбоджа
|  | короната на Кралство Камбоджа |

### Централноафриканска империя (1976 – 1979 г.)
|  | император на Централноафриканска империя (1976 – 1979 г.) |

### Китайска империя
|  | императорска корона на Китайската империя през управлението на династия Цин в периода 1644 – 1911 г. |

### Египет преди 1953 г.
|  | хедив (до 1914 г.) и султан (1914 – 22 г.) |
|  | крал на Египет (1922 – 53 г.)              |

### Кралство Йордания
|  | короната на Кралство Йордания |

### Кралство Мароко
|  | хералдическа корона на Кралство Мароко |

### Султанство Оман
|  | корона на Султанство Оман |

### Кралство Сиам/Тайланд
|  | Великата корона на победата на кралете на Сиам/Тайланд        |
|  | фра киаф (княжеска корона, също емблема на крал Чулалонгкорн) |

### Кралство Тонга
|  | корона на краля на Кралство Тонга |

### Други примери
|                                                            |                                                   |                                                   |
| императорска корона на Етиопската империя (1137 – 1974 г.) | кралска корона на Кралство Таити (1788 – 1880 г.) | кралска корона на Кралство Хаваи (1795 – 1893 г.) |
|                                                            |                                                   |                                                   |
| корона на шаха на Персия                                   | корона на шаха на Иран                            | корона от клонки Република Конго                  |

## Като нехералдическа фигура
В хералдиката, нехералдическата фигура е изображение, разположено в щита на герб. Тези изображения могат да са корони. Един забележителен пример за това са трите корони в герба на Швеция, които тук естествено не символизират ранг на личност.
Освен това много животни (често лъвове и орли) и понякога човешки глави биват представяни с корони в различни гербове.
- Златна корона се появява на видно място в герба на Вестфол, окръг в Норвегия
- Коронована лъвска глава в герба на окръг Биденкопф в Хесен, Германия (1832 – 1974 г.)
- Три корони, както и короновани лъвове и леопарди, в герба на Ейрик Померански
- В герба на Чешката република се появяват короновани лъвове и орли